# Ermita de Santa María de Torremut
La ermita de Santa María de Torremut es un templo románico español, ubicado en la dehesa de Torremut, perteneciente al término municipal de Alfaraz de Sayago de la provincia de Zamora (Castilla y León, España).

## Localización
Alfaraz de Sayago es una localidad española ubicada en la provincia castellano y leonesa de Zamora. Dentro de la provincia, se encuentra situada en su extremo meridional, a 39 km de Zamora, 25 km de Bermillo de Sayago y 18 km de Ledesma.
La dehesa de Torremunt, lugar en el que se encuentra la ermita, es una extensa finca situada en el extremo occidental del municipio de Alfaraz. Esta propiedad contó con un núcleo principal de población, conocido como Casas Viejas de Torremunt, situado a escasos a 2 km en dirección noroeste de Alfaraz de Sayago. A lo largo de la Baja Edad Media se debió despoblar, habiendo llegado hasta nuestros días unos pocos edificios dispersos y deteriorados, junto con una ermita románica en avanzado estado de ruina.
El entorno de la ermita se corresponde con el típico paisaje adehesado con abundantes pastos y encinas centenarias, asentados sobre la penillanura sayaguesa. En sus inmediaciones es cotidiana la presencia de bóvidos pastando, pertenecientes a la ganadería de los propietarios de la finca.

## Historia
Al margen de los inmuebles, también existen pruebas documentales que atestiguan la existencia de la población de Torremunt. El documento más antiguo es el Fuero de Ledesma de hacia 1161. Este documento jurídico, a la hora de fijar los límites del alfoz de la villa, menciona el lugar de “Torre de Unmum”. Esta población, junto con otras como el Asmesnal, fue objeto de disputa entre las diócesis de Salamanca y Zamora durante el periodo 1167 y 1176, teniendo que mediar en la disputa el propio papa Alejandro III. Martín Viso identifica otro documento del siglo XIII en el que sería mencionado en relación con las tercias de varios lugares de Sayago.
Torremunt continuaría su vida como una población más de Sayago hasta algún momento de la Baja Edad Media, época en la que posiblemente quedó despoblada. A comienzos del siglo XVIII la constancia documental de una visita parroquial alude a la existencia de esta ermita como perteneciente a Alfaraz, mencionando que anteriormente fue iglesia parroquial del lugar de Torredelmu.

## Topónimo
El topónimo Torremunt podría derivar, según Martín Viso, de Torre de Vermudo. A lo largo de la historia se han recogido diversas variantes documentadas de esta localidad, entre ellas las de Torre de Unmun, Torremut, Torre del Mu o Torre de Vermuy.

## Características
Ermita bajo la advocación de Santa María que en la antigüedad fue iglesia parroquial del despoblado de Torremut. Pertenece, al igual que su cementerio anexo, a la Diócesis de Zamora, aunque se encuentra ubicada en una dehesa de propiedad particular.
Hasta hace muy poco tiempo ha conservado en pie gran parte de los elementos estructurales románicos de su único cuerpo, probablemente del siglo XII, aunque en el siglo XVIII fue objeto de varias intervenciones.
Al interior se accede a través de un pórtico con arco de medio punto. Las cubiertas de la nave son de armadura. En el exterior podían verse canecillos al muro norte, por la parte donde existen varias dependencias ganaderas adosadas.
De época muy posterior a las fábricas originales es la espadaña triangular –que sobresale por lo afilado del vértice de sus aguas- situada al oeste, y que alberga dos vanos con arcos carpaneles, uno el principal y otro de dimensiones reducidas en el ático.
El patrimonio mueble consta de varias piezas, entre ellas un calvario que pudo ser rescatado por la Diócesis de Zamora.